# Alicja Miguła
Alicja Miguła, coniugata Jakubowska e, successivamente Waliszewska (Łódź, 15 luglio 1933 – 26 agosto 2013), è stata una cestista polacca.

## Carriera
Con la Polonia ha disputato i Campionati mondiali del 1959 e tre edizioni dei Campionati europei (1956, 1960, 1962).